# Šubířov
Šubířov é uma comuna checa localizada na região de Olomouc, distrito de Prostějov.